# 安德里伊夫卡 (博羅瓦市鎮)
49°14′23″N 37°48′39″E / 49.23972°N 37.81083°E
安德里伊夫卡（烏克蘭語：Андріївка）是位於烏克蘭東部的村莊，由哈爾科夫州伊久姆區的博羅瓦市鎮負責管轄。該村處於涅特里烏斯河右岸，始建於1680年，面積0.45平方公里，海拔高度124米，2001年人口47。